# Behind the Eyes
Behind the Eyes è il decimo album in studio ed il quindicesimo in totale della cantante statunitense Amy Grant, pubblicato nel 1997.

## Tracce
1. Nobody Home – 3:37 (Glen Ballard, Siedah Garrett)
2. I Will Be Your Friend – 4:00 (Dane DeViller, Sean Hosein, Michelle Lewis)
3. Like I Love You – 4:31 (Amy Grant, Wayne Kirkpatrick, Keith Thomas)
4. Takes a Little Time – 4:32 (Grant, Kirkpatrick)
5. Cry a River – 4:39 (Grant, Kirkpatrick)
6. Turn This World Around – 3:40 (Grant, Beverly Darnall, Thomas)
7. Curious Thing – 4:05 (Grant, Kirkpatrick)
8. Every Road – 4:31 (Grant, Kirkpatrick)
9. Leave It All Behind – 3:22 (Grant, Will Owsley, Tommy Sims)
10. Missing You – 4:28 (Grant)
11. The Feeling I Had – 2:55 (Grant)
12. Somewhere Down the Road – 5:09 (Grant, Kirkpatrick)

Bonus CD More Music From Behind the Eyes
1. Say – 2:44 (Grant, Owsley, Kirkpatrick)
2. What Kind of Love – 3:48 (Grant, Chris Eaton)